# X265
x265 — свободная библиотека программных компонентов для кодирования видеопотоков H.265.

## История
Разработка кодека началась в марте 2013 года. Программный код написан на C++ и ассемблере.

## Технические детали
Текущий выпуск x265 ограничен глубиной цвета от 8 до 16 битов на пиксель.. Ожидаемое улучшение эффективности кодека по сравнению с x264 будет на уровне 25-35 %.